# Berlinale 1963
La Berlinale 1963 était le 13e festival du film de Berlin et s'est déroulée du 21 juin 1963 au 2 juillet 1963.

## Jury
- Wendy Toye (Présidente du jury)
- Harry R. Sokal
- Fernando Ayala
- Jean-Pierre Melville
- B. R. Chopra
- Guglielmo Biraghi
- Masatora Sakurai
- Karl Malden
- Günther Engels

## Palmarès
- Ours d'or : ex æquo Histoire cruelle de Bushido de Tadashi Imai et L'Amour à la suédoise de Gian Luigi Polidoro
- Ours d'argent du meilleur acteur : Sidney Poitier pour Le Lys des champs de Ralph Nelson
- Ours d'argent de la meilleure actrice : Bibi Andersson pour La Maîtresse de Vilgot Sjöman
- Ours d'argent du meilleur réalisateur : Níkos Koúndouros pour Les Petites Aphrodites